# 2005 في الاتحاد الأوروبي
الأحداث من عام 2005 في الاتحاد الأوروبي.

## الحاكم
- رئيس المفوضية - خوسيه مانويل باروسو، حزب الشعب
- رئاسة مجلس الاتحاد الأوروبي - لوكسمبورغ (يناير- يونيو) والمملكة المتحدة (يوليو- ديسمبر)
- رئيس البرلمان - جوزيب بوريل، اشتراكيون
- الممثل السامي - خافيير سولانا, الاشتراكيون

## الأحداث
- 1 كانون الثاني: لوكسمبورغ تتولى رئاسة مجلس الاتحاد الأوروبي .
- 26 كانون الثاني: تحديد الأهداف الإستراتيجية للجان على النحو التالي: «الرخاء والتضامن والأمن».
- 16 شباط: دخول بروتوكول كيوتو حيز التنفيذ.
- 20 شباط: إسبانيا تصادق على الدستور عن طريق استفتاء .
- 26 أيار: فرنسا ترفض الدستور عن طريق الاستفتاء .
- 30 أيار: نشرت صحيفة يولاندس بوستن سلسلة من الرسوم الكاريكاتورية التي وجدت إهانة من قبل الجماعات الإسلامية مما أدى إلى احتجاجات وهجمات ضد أوروبا مثل اقتحام مكتب المفوضية. أيد فراتيني حرية التعبير للصحيفة.
- 1 حزيران: هولندا ترفض الدستور عن طريق استفتاء .
- 1 تموز: المملكة المتحدة تتولى الرئاسة.
- 7 تموز: هجوم ارهابي في لندن
- 10 تموز: لوكسمبورغ تصادق على الدستور عن طريق استفتاء .
- 3 تشرين الأول: بدء مفاوضات الانضمام مع كرواتيا وتركيا.
- 18 كانون الأول: محادثات منظمة التجارة العالمية في هونغ كونغ تفشل في اختتام أجندة الدوحة للتنمية .